# Trek Airways
Trek Airways — бывшая авиакомпания Южной Африки, работавшая в сфере регулярных коммерческих перевозок с августа 1953 по апрель 1994 года.

## История
Авиакомпанию Trek Airways основал в 1953 году бывший генерал вермахта Фридрих Вильгельм фон Меллентин. Компания использовала самолёты Vickers VC.1 Viking и являлась одной из двух авиакомпаний Южно-Африканской Республики (наряду с флагманским перевозчиком South African Airways), выполнявшей пассажирские авиаперевозки между аэропортами Южной Африки и Европы, рейсы при этом совершались с одной ночной стоянкой в транзитном аэропорте. Некоторое время спустя Trek Aiways заменила лайнеры Vickers на Douglas DC-4 Lockheed L-749A Constellation и Lockheed L-1649 Starlines.
В 1960-х году Trek Airways выполняла пассажирские перевозки из Йоханнесбурга и Виндхука в Лондон, Дюссельдорф и Люксембург с двумя и тремя промежуточными остановками.
В 1964 году в рамках подписанного договора авиакомпания перевозила пассажиров люксембургской компании Luxair между Южной Африкой и несколькими европейскими аэропортами.
В 1979 году флот Trek Airways пополнился первым собственным реактивным самолётом Boeing 707, однако вследствие введённого из-за режима апартеида запрета на полёты лайнеров с южноафриканской регистрацией, компания была вынуждена остановить продажу авиабилетов на все международные направления. Отменённые рейсы были восстановлены только в 1991 году, тогда же возобновился контракт с авиакомпанией Luxair, в рамках которого один самолёт Boeing 747SP люксембургского перевозчика был сдан в Trek Airways в мокрый лизинг (аренда самолёта вместе с экипажем) и перекрашен в её ливрею. В том же году Trek Airways основала дочернюю авиакомпанию «Flitestar», флот которой состоял из самолётов Airbus A320.
В 1991 году правительство ЮАР ввело режим государственного регулирования коммерческих авиаперевозок, в результате чего Trek Airways получила право на выполнение только внутренних авиарейсов, причём в прямой конкуренции с национальной авиакомпанией South African Airways. В течение следующих нескольких лет убытки дочерней компании «Flitestar» привели к банкротству Trek Airways, которая полностью прекратила операционную деятельность 11 апреля 1994 года.

## Воздушный флот
- Vickers VC.1 Viking
- Douglas DC-4
- Lockheed L-749A Constellation
- Lockheed L-1649 Starliner
- Boeing 747SP